# 愛知県立春日井高等特別支援学校
愛知県立春日井高等特別支援学校（あいちけんりつ かすがいこうとうとくべつしえんがっこう）は、愛知県春日井市中切町二丁目にある公立高等特別支援学校。

## 概要
高等部のみからなる特別支援学校として1995年（平成7年）4月に開校した。
受け入れ対象は義務教育を修了した軽度の知的障害者で、社会自立・職業自立に必要な教育を行う。工業に関する学科では木工・金工・紙工・縫工・窯業・セメント加工の6教科、農業では農芸の1教科、他に流通・サービスについての教科があり、卒業生の進路としては製造業が主だが近年では小売業やサービス業、医療・福祉分野への就職も見られる。なお、遠方からの通学者のために寄宿舎（定員50名）を設置している。
2018年現在、愛知県内の高等特別支援学校は本校と愛知県立豊田高等特別支援学校（1992年開校）のみとなっている。

## 校訓
『希望、健康、誠実』

## 交通アクセス
- JR中央本線・JR東海交通事業城北線 勝川駅が最寄り駅となっている[4]。かすがいシティバスはあとふるライナー南部線（勝川駅発着）の春日井高等特別支援学校停留所が最寄りのバス停である[4]。